# 4824 Stradonice
4824 Stradonice (1986 WL1) là một tiểu hành tinh vành đai chính được phát hiện ngày 25 tháng 11 năm 1986 bởi A. Mrkos ở Klet.